# Weavings
Weavings est une œuvre musicale collaborative composée par Nicolas Jaar pour treize musiciens, et diffusée pour la première fois le 1er octobre 2020 pour le festival Unsound.

## Historique

### Weavings(2020)

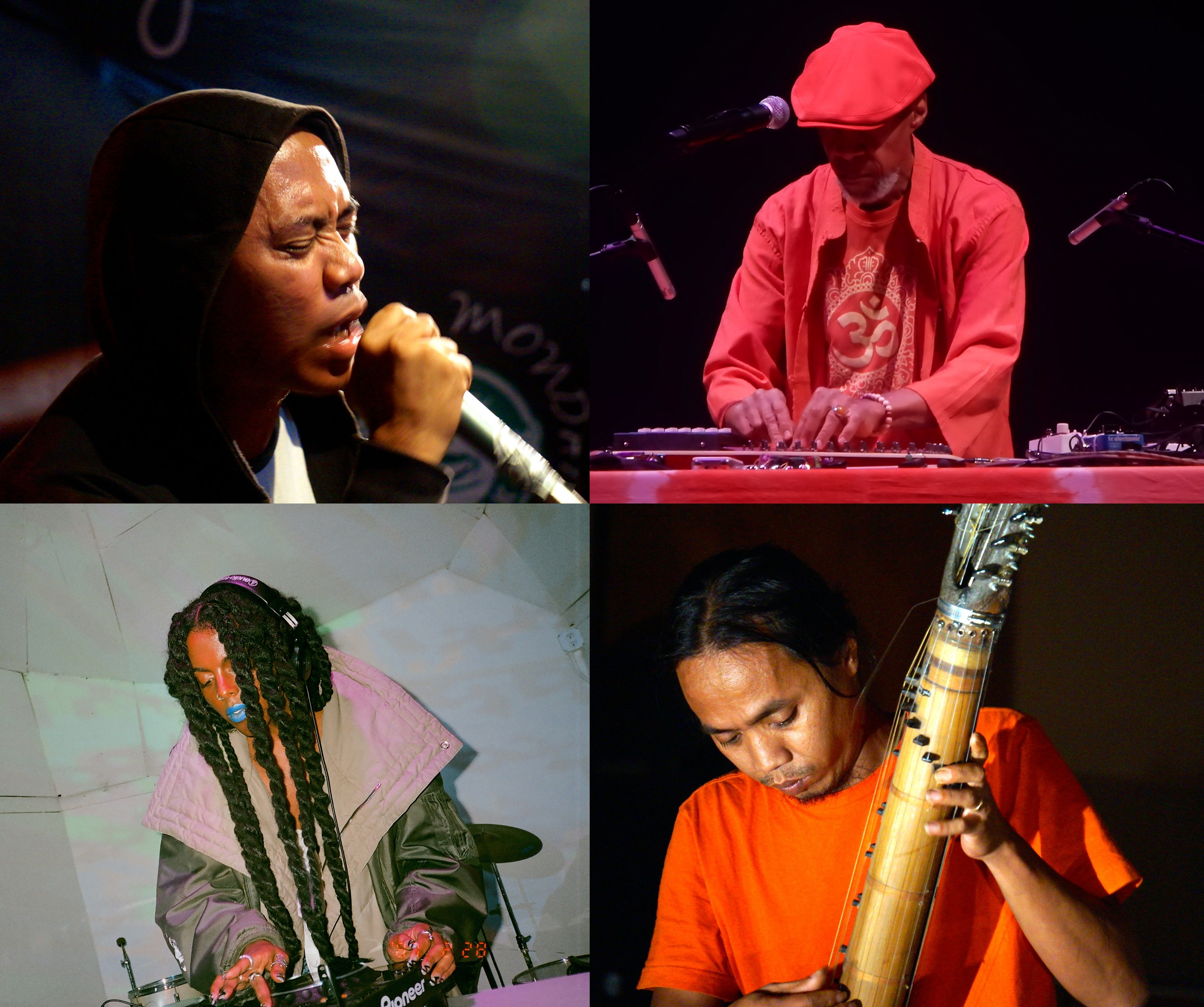
Musiciens ayant pris part dans la performance Weavings en 2020: Rully Shabara, Laraaji, Wukir Suryadi, Juliana Huxtable (sens des aiguilles d'une montre).

En 2020, dans le contexte de la pandémie de Covid-19, le festival polonais de musique expérimentale Unsound organise une édition en ligne, et commissionne un projet auprès de Nicolas Jaar. Celui-ci invite treize musiciens à participer au projet Weavings («tissage»). Les participants sont Aho Ssan, Ka Baird, Angel Bat Dawid, Ellen Fullman, Dirar Kalash, Księżyc, Laraaji, Resina, Paweł Szamburski, Juliana Huxtable, Rolando Hernández Guzmán, Wukir Suryadi et Rully Shabara (du groupe javanais Senyawa). 
La structure de cette composition consiste en un enchainement de duos : à la fin de chaque segment, l'un des musiciens s'éclipse, pour laisser la place à un nouvel interprète. Dans sa critique pour Pitchfork, Philip Sherburne compare ce mouvement à celui de la navette d'un métier à tisser, et voit dans cette pièce un message de solidarité et d'union face à l'adversité. Selon Clover Nahabedian, il s'agit d'une prouesse technologique et d'organisation. Pour Emeka Okonkwo, dans Resident Advisor, Weavings s'apparente à un «voyage métaphysique», en transformation permanente, combinant des instruments anciens (violoncelle, oud, clarinette) avec des sons électroniques immersifs. 
L'enregistrement se déroule en une session, le 30 septembre 2020, à laquelle les musiciens participent à travers le logiciel de visioconférence Zoom et un plug-in audio à haute définition. En l'espace de 24 heures, Jaar compose les pistes sonores en un mix qui est diffusé le lendemain, le 1er octobre 2020, pour l'ouverture du festival, en direct depuis son ordinateur. Ce mix est publié sous forme d'album le 25 février 2022, par Unsound et le label Other People,.

#### Weavings- liste des morceaux
| 1.      | Part 1 (Aho Ssan, Angel Bat Dawid, Dirar Kalash, Ellen Fullman, Księżyc, Laraaji, Nicolás Jaar, Paweł Szamburski, Resina, Rolando Hernández Guzmán, Wukir Suryadi) | 11:49 |
| 2.      | Part 2 (mêmes musiciens que Part 1) | 2:34  |
| 3.      | Part 3 (Aho Ssan, Resina, Ka Baird) | 13:30 |
| 4.      | Part 4 (Ka Baird, Dirar Kalash, Rully Shabara) | 8:21  |
| 5.      | Part 5 (Rully Shabara, Juliana Huxtable, Rolando Hernández Guzmán)                                                                                                 | 7:59  |
| 6.      | Part 6 (Rully Shabara, Rolando Hernández Guzmán, Wukir Suryadi) | 3:07  |
| 7.      | Part 7 (Wukir Suryadi, Księżyc, Paweł Szamburski) | 14:01 |
| 8.      | Part 8 (Paweł Szamburski, Ellen Fullman) | 4:34  |
| 9.      | Part 9 (Ellen Fullman, Paweł Szamburski, Nicolás Jaar, Laraaji, Aho Ssan, Ka Baird, Resina, Księżyc)                                                               | 26:08 |
| 1:32:03 | |       |

### Weavings 2(2021)

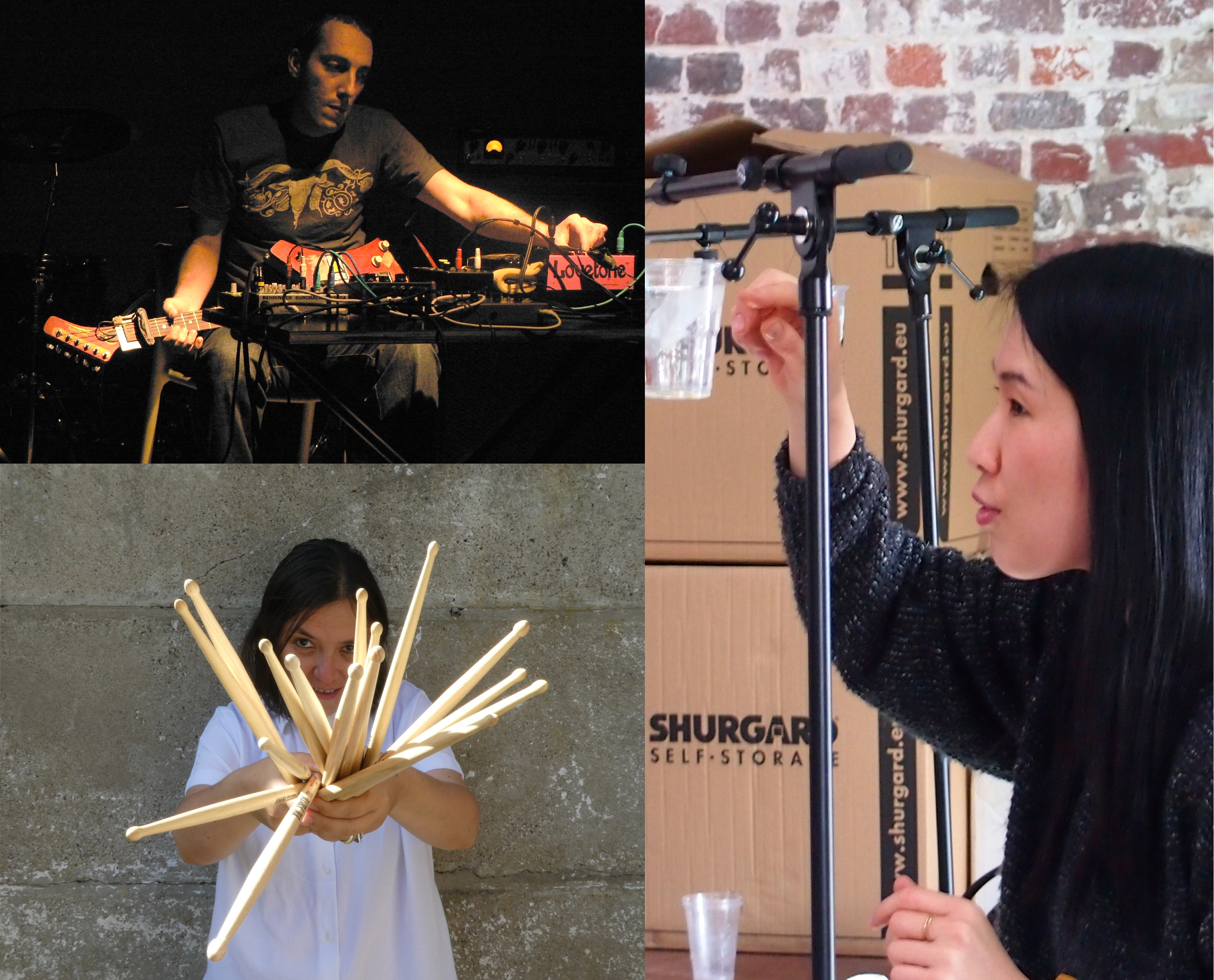
Trois musiciens ayant participé à Weavings 2 : Oren Ambarchi, Tomoko Sauvage, Valentina Magaletti.

Weavings 2, la deuxième partie de ce projet, est une performance en "live", enregistrée à Cracovie le 17 octobre 2021, en clôture du festival Unsound. À ce concert participent douze musiciens: cinq artistes ayant joué dans la première édition de Weavings (Nicolas Jaar, Aho Ssan, Angel Bat Dawid, Paweł Szamburski et Resina), ainsi que sept nouveaux interprètes: Antonina Nowacka, Khyam Allami, Oren Ambarchi, Pak Yan Lau, Raphael Rogiński, Tomoko Sauvage et Valentina Magaletti. Le concept est similaire à la première performance: les artistes ne répètent pas préalablement, et jouent en duo, sur la base d'une partition visuelle. Pendant l'ensemble du concert, tous les musiciens restent sur scène, bien que chacun ne joue qu'une vingtaine de minutes. Selon Jaar, «l'écoute patiente» est l'une des composantes essentielles de cette pièce. 
Pitchfork décrit la performance comme «tour à tour méditative, extatique, et surréelle». Pour Sherburne, le moment le plus poignant se situe à la fin (Part 10), lorsque «le vibrato fantomatique de Nowacka flotte sur les tonalités patientes et mélancoliques de l'oud d'Allami». Weavings 2 sort le 27 octobre 2023 sur le label Other People.

#### Weavings 2- liste des morceaux
| 1.      | Part 1 (Tomoko Sauvage, Valentina Magaletti, Oren Ambarchi, Khyam Allami, Antonina Nowacka, Nicolas Jaar) | 7:04 |
| 2.      | Part 2 (Tomoko Sauvage, Paweł Szamburski)                                                                 | 6:56 |
| 3.      | Part 3 (Paweł Szamburski, Angel Bat Dawid)                                                                | 7:00 |
| 4.      | Part 4 (Angel Bat Dawid, Raphael Rogiński)                                                                | 6:59 |
| 5.      | Part 5 (Raphael Rogiński, Resina)                                                                         | 7:01 |
| 6.      | Part 6 (Resina, Aho Ssan)                                                                                 | 6:54 |
| 7.      | Part 7 (Tomoko Sauvage, Paweł Szamburski, Aho Ssan, Valentina Magaletti, Pak Yan Lau, Nicolas Jaar)       | 7:08 |
| 8.      | Part 8 (Valentina Magaletti, Oren Ambarchi)                                                               | 7:06 |
| 9.      | Part 9 (Oren Ambarchi, Khyam Allami)                                                                      | 6:43 |
| 10.     | Part 10 (Khyam Allami, Antonina Nowacka)                                                                  | 7:27 |
| 11.     | Part 11 (Antonina Nowacka, Pak Yan Lau)                                                                   | 6:46 |
| 12.     | Part 12 (Angel Bat Dawid, Raphael Rogiński, Resina, Aho Ssan, Pak Yan Lau, Nicolas Jaar)                  | 7:19 |
| 1:24:23 | |      |

En décembre 2022, Nicolás Jaar présente au Lincoln Center à New York une nouvelle version de cette composition, à laquelle participent onze musiciens,.